# Shannon Williams
Đây là một tên người Triều Tiên, họ là Kim.
Shannon Ahreum Williams Lees (Tên tiếng Hàn: Kim Ah-reum, Hangul: 김아름, Hanja: 金雅琳, Hán-Việt: Kim Nga Nhật, sinh ngày 26 tháng 5 năm 1998), thường được biết đến với nghệ danh Shannon Williams hoặc Shannon, là một nữ ca sĩ và diễn viên người Anh gốc Hàn Quốc. Cô ra mắt tháng 12 năm 2014 với album Daybreak Rain.

## Sự nghiệp

### Trước khi ra mắt
Shannon Areum Williams Lees sinh ngày 26 tháng 5,1998 tại Anh.

### 2013:Ra mắt vớiF-ve Dolls
Cô là thành viên nửa cố định của F-ve Dolls(2013-2013)

### 2014-2015:Ra mắt ca sĩ solo,Eighteen
-Ngày 5 tháng 3,2015,cô phát hành album ''Eighteen'' cùng ca khúc chủ đề ''Why Why''

### 2016-nay:Tham gia Kpop Star 6
-Năm 2016,cô tham gia Kpop Star 6 và thuộc đội YG
-Ngày 5/4/2017,cô dừng chân tại Top4 của Kpop Star 6 cùng với Min A Lee(gồm:Jeon Minjoo,Go Ara và Lee Soomin)

## Danh sách album

### Mini-album
| Tiêu đề                                                                      | Thông tin album                                                                    | Thứ hạng | Tiêu thụ    |
| Tiêu đề                                                                      | Thông tin album                                                                    | KOR      | Tiêu thụ    |
| ---------------------------------------------------------------------------- | ---------------------------------------------------------------------------------- | -------- | ----------- |
| Eighteen                                                                     | - Ngày phát hành: 5 tháng 3 năm 2015 - Hãng đĩa: MBK Entertainment - Định dạng: CD | 17       | - KOR: 794+ |
| "—" denotes releases that did not chart or were not released in that region. |                                                                                    |          |             |

### Singles
| Năm  | Tiêu đề         | Thứ hạng | Nhạc số | Album    |
| Năm  | Tiêu đề         | KOR      | Nhạc số | Album    |
| Năm  | Tiêu đề         | Gaon     | Nhạc số | Album    |
| ---- | --------------- | -------- | ------- | -------- |
| 2014 | "Daybreak Rain" | 32       | 66,255+ | Eighteen |
| 2015 | "Why Why"       | 100      | 14,713+ | Eighteen |

### Collaborations and soundtracks
| Năm  | Ca khúc                    | Album                           | Ghi chú                             |
| ---- | -------------------------- | ------------------------------- | ----------------------------------- |
| 2012 | "My Love"                  | Together                        | with Yangpa                         |
| 2012 | "Day and Night (Love All)" | Day and Night                   | with Lee Areum and Gavy NJ's Gun-ji |
| 2014 | "Remember You"             | Remember You                    | with Jongkook                       |
| 2014 | "Breath"                   | Breath                          | with Vasco and Giriboy              |
| 2015 | "Remember and Love"        | Shine or Go Crazy OST           |                                     |
| 2015 | "Love X Go Away"           | Falling                         | with Yook Ji-dam                    |
| 2016 | "Lachrymal Gland"          | 혜이니 (Heyne) – 2getherProject | with Soheechan                      |

### Buổi hòa nhạc
- Shannon First Live Concert (2014)

## Phim ảnh

### Phim truyền hình
| Năm  | Tên           | Đài  | Vai diễn | Ghi chú         |
| ---- | ------------- | ---- | -------- | --------------- |
| 2016 | Moorim School | KBS2 | Shannon  | Supporting role |

### Show truyền hình
| Năm                  | Chương trình                                         | Kênh    | Tập                |
| -------------------- | ---------------------------------------------------- | ------- | ------------------ |
| 2010–2011, 2013–2014 | Star King                                            | SBS     | 172, 198, 392, 393 |
| 2013–2014            | Hidden Singer 2                                      | JTBC    | 7, 14–16           |
| 2014                 | Hidden Singer 3                                      | JTBC    | 10, 15             |
| 2015                 | Immortal Songs 2                                     | KBS     | 185                |
| 2015                 | My Neighbor, Charles                                 | KBS     | 6–9, 28            |
| 2015                 | 2015 Autumn Season Idol Star Athletics Championships | MBC     | 1–2                |
| 2016                 | Get It Beauty                                        | Onstyle |                    |
| 2016                 | Radio Star                                           | MBC     | 482                |
| 2016–2017            | Kpop Star 6                                          | SBS     | TOP 4              |

### Musical theatre
| Năm  | Tên            | Vai diễn     |
| ---- | -------------- | ------------ |
| 2008 | Oliver Twist   | Oliver Twist |
| 2009 | Les Misérables | Cosette      |

## Video góp mặt

### MV
| Năm  | Tên MV          | Thời lượng | Ghi chú                                 |
| ---- | --------------- | ---------- | --------------------------------------- |
| 2012 | Day and Night   | 3:34       | Cùng với T-ARA-Areum và Gavy NJ's Gunji |
| 2014 | Remember You    | 4:32       | Với Speed-Jongkook                      |
| 2014 | Daybreak Rain   | 3:57       |                                         |
| 2014 | Breathe         | 3:49       |                                         |
| 2015 | Why Why         | 5:49       |                                         |
| 2016 | Lachrymal Gland | 3:28       |                                         |
| 2017 | Hello           | 3:34       |                                         |